# Berlin Show Orchestra
Das Berlin Show Orchestra ist deutsches Show-Orchester aus Berlin.

## Geschichte
Zum Gründungsvorgang gibt es verschiedene Angaben. Der Schauspieler, Regisseur und Musiker Lenn Kudrjawizki gab Anfang 2017 an, er habe das Orchester im Jahr 2014 gemeinsam mit Stefan Lohmann gegründet, einem Artist Relations Manager. Andere Quellen nennen als Gründungsjahr 2015 und als weiteren Gründer den Dirigenten Felix Neumann. In der heutigen Eigendarstellung wird zusätzlich Kudrjawizkis Ehefrau, die Geigerin Nora Kudrjawizki, als Gründungsmitglied genannt.
Die erste große Aufführung fand 2015 in Frankfurt am Main vor rund 10.000 Zuschauern statt. Es handelte sich um eine Auftragsproduktion für den hessischen Rundfunk zum Tag der Deutschen Einheit. Der Radiosender Hr1 präsentierte das dreistündige 80‘s-Classics-Programm mit Auftritten von Jimmy Somerville, Howard Jones und Nik Kershaw.
Seitdem übernahm das Orchester Auftragsproduktionen für Veranstaltungen wie den Deutschen Nachhaltigkeitspreis, den Live Entertainment Award, die 800-Jahr-Feier Oranienburg und den Leipziger Opernball.

## Nachhaltigkeit
Das Orchester bezeichnet sich als das „erste nachhaltig aufgestellte Orchester“ im Sinne von „nachhaltigen und klimaneutralen Veranstaltungen und Tourneen“.